# Кожин, Павел Михайлович (скульптор)
Кожин Павел Михайлович (04.01.1904, дер. Быковка, Нижегородская губерния, Российская Империя — 27.12.1975, Москва, СССР) — советский скульптор, график, художник-анималист, работавший в различных керамических материалах, исполнял выставочные произведения и образцы для промышленного производства. Участник многочисленных выставок, обладатель золотой медали выставки в Париже в 1937 году. Ведущий художник Дулёвского фарфорового завода с 1938 года. Преподаватель Московского высшего художественно-промышленного училища (бывшее Строгановское) с 1962 года. Член Союза художников СССР с 1935 года.

## Биография
Кожин Павел Михайлович родился 4 января 1904 года в деревне Быковка Нижегородской губернии (позднее — деревня Быковка, Юринский район, Марийская АССР). Скульптор-анималист, работавший в различных керамических материалах, исполнял выставочные произведения и образцы для промышленного производства. Первоначальное образование получил в местном сельском начальном училище, после революции 1917 года — в Нижегородской школе — коммуне, которую окончил в 1924 г. По воспоминаниям скульптора, он с детства любил рисовать и лепить из глины. Одновременно с обучением в школе П. М. Кожин состоял вольнослушателем Нижегородского художественного техникума. По совету художника Л. Ф. Овсянникова отправился в Москву, где поступил на работу учеником-печатником в Первую Образцовую типографию.
В 1926—1931 гг. учился во ВХУТЕИНе на керамическом факультете, в период обучения был секретарем Ученого совета факультета, окончил его с квалификацией «художник — конструктор, керамист». Учился у И. М. Чайкова, И. С. Ефимова, В. Е. Татлина, живописи у А. В. Куприна, П. В. Кузнецова, находился под влиянием искусства В. А. Фаворского. Проходил производственную практику в первой художественно-керамической лаборатории, существовавшей при музее керамики в Москве (в настоящее время — ГМК «Кусково»).
В 1931 году входил в состав бригады художников (В. Васильев, Е. И. Трипольская, А. Б. Траскунов), командированных ВХУТЕИНом на Дмитровский фарфоровый завод для создания образцов росписей чайной посуды.
В 1932—1933 гг. работал заведующим лабораторией Научно-исследовательский институт художественной промышленности Министерства местной промышленности, в этот период им были выполнены работы в цветном стекле (табакерки «Горный баран» и «Всадник», 1932 г.).
В 1929—1938 гг. художник ещё не был связан с постоянной работой на каком-либо заводе, он пробовал свои силы в разнообразных жанрах, много экспериментировал с материалом. В это время созданы скульптуры «Частушки» (1929 г.), «Беременная» (1930 г.), дружеские шаржи на академика Грабаря и искусствоведа Морозова (1933 г., фаянс), юмористическая фигура «Старик со старухой» по мотивам сказки А. С. Пушкина (1933 г.).
С середины 1930-х годов художник сосредотачивает свое внимание на анималистической теме. В это время появляются «Лиса и орел» (1933 г.), «Орел и змея» (1934 г.), «Лань и борзая» (1934 г.) и другие.
С конца 1920-х гг. П. М. Кожин работал на Конаковском фаянсовом заводе, где выполнял выставочные произведения, давал образцы для массового производства. В 1927—1928 гг., будучи ещё студентом, П. М. Кожин создал в Конаково скульптуру из серии «Марийцы», кувшин «Лиса и виноград», основание для лампы «Индустрия», серию тарелок с ручной росписью «Знойное лето», «Море», «Ущелье» др., в 1935—1937 гг. — серию анималистических скульптур — Соболек", «Куница», «Волк», «Лиса», «Выдра с рыбкой» и др., а также вазу «Горные бараны» и кувшин «Восточный дворик». В 1930-е гг. выполнял ряд работ на заводе «Всекохудожник».
С 1938 года* творчество П. М. Кожина связано с Дулёвским фарфоровым заводом. В конце 1930-х гг. он выполняет в фарфоре скульптуры «Лесоруб», «Продавец сосисок», «Милиционер», «Поп и Балда». В Дулево выполнены многочисленные скульптуры рыб и птиц (карпы, стерляди, окуни, фазаны). В 1950-е гг. — фигуры «Речной окунь» (1954 г.), «Ворон» (1954 г.), «Тукан» (1956 г.). Созданию скульптур предшествовали рисунки с натуры, в материале фигура компоновалась вместе с окружением морского или речного дна: ракушками, водорослями, камнями. В ранних работах акцент делался на видах рыб (вуалехвост, сом, стерлядь), контурах тела. В поздних работах автор больше внимания уделял деталям. Кроме того, П. М. Кожин работал в историческом, литературном и фольклорном жанре («Царевна-лягушка», «Сказка о глупом мышонке», «Иванушка в полете», «Хозяйка Медной горы», «Баян»). В 1950 г. совместно с А. Д. Бржезицкой и Н. А. Малышевой он выполнил многофигурную композицию «Международный фестиваль молодежи в Будапеште».
Перейдя в 1938 году на Дулевский завод и, начав работать над фарфоровой скульптурой, П. М. Кожин не порывал, однако, связей с Конаковским фаянсовым заводом и многие свои работы выполнял для фаянса. Прежде всего, это были его анималистические скульптуры, которые выполнялись обычно в технике потечных цветных глазурей и выпускались заводом как майолики. В том числе, «Фазан» (1951 г.), « Молодой глухарь» (1950 г.), «Старый тетерев» (1951 г.), «Куропатка» (1951 г.), «Горностай» (1951 г.), «Речной окунь» и многие другие. Многие произведения П. М. Кожина тиражировались на Конаковском фаянсовом заводе.
Работал в монументальной скульптуре (скульптурный фонтан «Лань с тиграми» для московского ресторана «Арагви», 1930-е гг.).
Принимал участие в создании образцов барельефов из майолики на станции Таганская кольцевой линии метро в Москве.
В 1950-е гг. выполнил ряд произведений на Рижском фарфоро-фаянсовом заводе («Морской конек», 1954 г.).
С 1962 года преподавал в МВХПУ.
Умер в 1975 году в Москве.
Произведения П. М. Кожина хранятся в ГТГ, ГМК «Кусково», ВМДПНИ, Музее Конаковского и Дулевского фарфорового заводов, в музеях и частных коллекциях. До сих пор на Дулёвском фарфоровом заводе выпускаются скульптуры П. М. Кожина.

## Выставки и награды
С 1930 года П. М. Кожин участвовал в многочисленных выставках:
- Всемирная Парижская выставка (1937 г.) — удостоен золотой медали за фаянсовые фигуры, исполненные в 1936 г., («Волк», «Куница», «Соболек», «Выпь»);
- Выставка художественной промышленности в Копенгагене (1954 г.);
- Всемирная выставка в Брюсселе (1958 г.) — серебряная медаль;
- советские промышленные выставки за рубежом (1950-е гг.);
- Всесоюзные художественные выставки (г. Москва, 1946, 1947, 1950, 1952, 1954, 1955 гг.);
- Выставка «Индустрия социализма» (г. Москва, 1939 г.);
- Выставка лучших произведений советского изобразительного искусства (г. Москва, 1940 г.);
- Выставка фарфора в ГРМ (г. Ленинград, 1948 г.);
- Выставка народного прикладного искусства и художественной промышленности РСФСР (г. Москва, 1952 г.);
- Выставки произведений московских скульпторов (г. Москва, 1952, 1953, 1957 гг.);
- Выставка декоративных искусств. МССХ. (г. Москва, 1955 г.);
- Выставка произведений Е. Ф. Белашовой, А. М. Каневского, И. В. Кирсановой, П.М Кожина, А. В. Кокорина, Г. В. Нерода. (г. Москва, 1956 г.);
- Выставка скульптуры Московского отделения Союза советских художников (г. Москва, 1957 г.);
- Выставка к 1 Всесоюзному съезду художников (г. Москва, 1957 г.);
- Выставка «Москва социалистическая» (г. Москва, 1957 г.);
- Всесоюзная художественная выставка к 40-летию Великой Октябрьской социалистической революции. (г. Москва, 1957 г.);
- Первая выставка «Московская керамика» (г. Москва, 1974 г.) и др.[4]